# Campeonato Africano de Atletismo de 2022 - 10000 m feminino
A prova dos 10000 metros feminino do Campeonato Africano de Atletismo de 2022 foi disputada no dia 11 de junho, no Complexo Esportivo Nacional Cote d'Or, em Saint Pierre, na Maurícia.

## Recordes
Antes desta competição, os recordes mundiais e do campeonato nesta prova eram os seguintes:
|                       | Nome             | Nacionalidade | Tempo      | Local   | Data                |
| --------------------- | ---------------- | ------------- | ---------- | ------- | ------------------- |
| Recorde mundial       | Letesenbet Gidey | Etiópia       | 29m 01s 03 | Hengelo | 8 de junho de 2021  |
| Recorde do campeonato | Alice Aprot      | Quênia        | 30m 26s 94 | Durban  | 25 de junho de 2016 |
| Recorde africano      | Letesenbet Gidey | Etiópia       | 29m 01s 03 | Hengelo | 8 de junho de 2021  |

## Medalhistas
| Ouro                 | Prata                     | Bronze              |
| Caroline Nyaga (KEN) | Rachael Zena Chebet (UGA) | Meseret Gebre (ETH) |

## Cronograma
Todos os horários são locais (UTC+4). 
| Data        | Hora  | Evento |
| ----------- | ----- | ------ |
| 11 de junho | 16:05 | Final  |

## Resultado final
A final ocorreu dia 11 de junho às 16:05.
| Posição           | Atleta              | Nacionalidade | Tempo    | Notas |
| ----------------- | ------------------- | ------------- | -------- | ----- |
| Medalha de ouro   | Caroline Nyaga      | Quênia        | 32:12.61 |       |
| Medalha de prata  | Rachael Zena Chebet | Uganda        | 32:17.66 |       |
| Medalha de bronze | Meseret Gebre       | Etiópia       | 32:25.97 |       |
| 4                 | Meserete Abebayehu  | Etiópia       | 32:30.75 |       |
| 5                 | Sarah Chelangat     | Uganda        | 32:35.16 |       |
| 6                 | Glenrose Xaba       | África do Sul | 32:45.05 |       |
| 7                 | Brilliant Chepkurui | Quênia        | 32:51.08 |       |
| 8                 | Elvanie Nimbona     | Burundi       | 32:55.35 |       |
| 9                 | Purity Komen        | Quênia        | 32:57.11 |       |
| 10                | Cerine Iranzi       | Ruanda        | 33:03.24 |       |
| 11                | Zinash Debebe       | Etiópia       | 33:10.43 |       |
| 12                | Cian Oldknow        | África do Sul | 33:19.39 |       |
| 13                | Cacisile Soibo      | África do Sul | 36:50.12 |       |

Legenda
| Recorde mundial       | Recorde mundial (World record)               |                       | Recorde africano                      | Recorde africano (African) |                                           | Q | Classificado por posição (Qualified) |
| Recorde do campeonato | Recorde do campeonato (Championship record)  | Recorde da América    | Recorde da América (Americas)         | q                          | Classificado por melhor tempo (Qualified) |   |                                      |
| Melhor marca do ano   | Melhor marca do ano (World leading)          | Recorde asiático      | Recorde asiático (Asian)              | DNS                        | Não largou (Did not start)                |   |                                      |
| Recorde nacional      | Recorde nacional (National record)           | Recorde europeu       | Recorde europeu (European)            | DNF                        | Não terminou (Did not finish)             |   |                                      |
| Recorde pessoal       | Recorde pessoal do atleta (Personal best)    | Recorde da Oceania    | Recorde da Oceania (Oceania)          | DSQ / DQ                   | Desclassificado (Disqualified)            |   |                                      |
| Recorde da temporada  | Recorde da temporada do atleta (Season best) | Recorde sul-americano | Recorde sul-americano (South America) | NM                         | Sem marca (No mark)                       |   |                                      |